# Igrejas ortodoxas orientais
As Igrejas Ortodoxas Orientais compõem uma denominação cristã presente sobretudo no Oriente Médio, Índia, Corno de África e Armênia. São distintas das Igrejas que apoiam o ensinamento cristológico reconhecido no Concílio de Calcedônia em 451: a doutrina das duas naturezas de Cristo aceita pelos católicos romanos e ortodoxos bizantinos, e, posteriormente, pela maior parte dos protestantes.
Segundo o Conselho Mundial de Igrejas, estas Igrejas são atualmente chamadas de "ortodoxas orientais" em várias línguas. Para outras Igrejas também denominadas de ortodoxas, emprega-se ou um sinônimo distinto (como em inglês e alemão) ou as expressões "ortodoxas bizantinas" (como em espanhol) ou "ortodoxas calcedônias" (como em francês). Ver Nomes abaixo.

## Nomes
O nome geralmente aceito hoje para esta família de Igrejas é 'Igrejas ortodoxas orientais'. Historicamente, por não aceitarem a definição do Concílio de Calcedônia, eram conhecidas como não calcedônias, pré-calcedônias, anticalcedônias, monofisistas, antigas orientais ou orientais menores.
Baseiam a sua doutrina nos três primeiros concílios ecumênicos (Niceia, Constantinopla e Éfeso) e por isso alguns as chamam as "Igrejas dos três concílios".
Diferenciam-se das outras Igrejas ortodoxas, que em inglês e alemão são também chamadas — empregando porém uma palavra distinta mas sinônimo — de orientais, mas que em línguas que não dispõem deste par de sinônimos são chamadas de bizantinas em oposição às não calcedônias ou de calcedônias. Estas línguas normalmente reservam o adjetivo "oriental" para as Igrejas que não aceitam a resolução calcedônia.

## História

### Concílio de Calcedônia
De acordo com o artigo sobre o Henótico na Enciclopédia Católica, os patriarcas de Alexandria, Antioquia e Jerusalém, entre outros bispos, recusaram-se a aceitar a doutrina das duas naturezas aprovada pelo Concílio de Calcedônia e decretada pelo imperador bizantino Marciano, que foi aceita pelos bispos de Roma e de Constantinopla, entre outros, iniciando assim a separação entre as duas famílias de Igrejas cristãs.
A rejeição de Calcedônia começou como iniciativa do Papa Dióscoro de Alexandria, junto a outros 13 bispos egípcios, que não aceitavam a ideia de que Cristo tinha duas naturezas após a encarnação, evocando São Cirilo de Alexandria como voz de sua posição cristológica. Nos anos seguintes ao concílio, Constantinopla manteve comunhão com Antioquia e Alexandria, enquanto Roma permaneceu fora de comunhão com estas Igrejas mas em situação canonicamente instável com Constantinopla. A situação mudou no ano de 518, quando Justino I, um calcedônio, demandou que toda a Igreja dentro do Império Romano aceitasse a doutrina das duas naturezas. Nisto, se dividiram as linhas sucessórias das sés de Antioquia e Alexandria: calcedônia e não calcedônia, as quatro subsistindo até hoje. A Igreja da Armênia acabaria rompendo comunhão com as Igrejas calcedônias do Império no Segundo Concílio de Dúbio, em 555.

## Doutrinas distintas
As Igrejas que aceitaram o Concílio de Calcedônia (451) acusaram as Igrejas ortodoxas orientais de serem monofisistas, devido ao fato de professarem uma natureza em Jesus Cristo encarnado, ao contrário das duas reconhecidas pelo Concílio de Calcedônia (451). Mas, estas mesmas Igrejas orientais rejeitam a doutrina monofisista por Êutiques e Apolinário de Laodiceia, considerando-a herética.
Em verdade, na língua grega, a "uma natureza" destas Igrejas não é dita mono physis, mas mia physis, dizendo-se por isto que professam a fé do miafisismo, afirmando, de acordo com a expressão de Cirilo de Alexandria, "uma natureza do Verbo de Deus encarnado", que na pessoa una de Jesus Cristo, a divindade e a humanidade estão unidas em uma única ou singular natureza, unidas sem separação, sem confusão e sem alteração. Acreditam que uma união completa e natural das Naturezas Divina e Humana em uma só Natureza é autoevidente, de maneira a alcançar a salvação divina da humanidade, em oposição à crença na união hipostática (isto é, duas naturezas unidas numa só pessoa ou hipóstase), promovida pelas atuais Igrejas Católica, Protestante e Ortodoxa.

### Teologia e eclesiologia
As Igrejas Ortodoxas Orientais distinguem-se pelo reconhecimento de apenas os três primeiros concílios ecumênicos durante o período da Igreja Estatal do Império Romano: o Primeiro Concílio de Nicéia em 325, o Primeiro Concílio de Constantinopla em 381 e o Concílio de Éfeso em 431.
A Ortodoxia Oriental compartilha muita teologia e muitas tradições eclesiásticas com a Igreja Ortodoxa; estes incluem uma doutrina semelhante de salvação e uma tradição de colegialidade entre os bispos, bem como a reverência da Theotokos e o uso do Credo Niceno.
A principal diferença teológica entre as duas comunhões é a cristologia diferente. A Ortodoxia Oriental rejeita a Definição de Calcedônia e, em vez disso, adota a fórmula miafisita, acreditando que as naturezas humana e divina de Cristo estão unidas.
A ruptura na comunhão entre as Igrejas Imperial Romana e Ortodoxa Oriental não ocorreu repentinamente, mas gradualmente ao longo de 2-3 séculos após o Concílio de Calcedônia. As Igrejas Ortodoxas Orientais mantêm sua própria sucessão apostólica antiga.
Algumas Igrejas Ortodoxas Orientais, como a Ortodoxa Copta, a Ortodoxa Etíope e a Ortodoxa Eritreia, colocam uma ênfase mais pesada nos ensinamentos do Antigo Testamento do que se pode encontrar em outras denominações cristãs, e seus seguidores aderem a certas práticas: seguir regras dietéticas semelhantes à Kashrut judaica, exigem que seus membros masculinos sejam circuncidados, e observe a purificação ritual.

## Organização

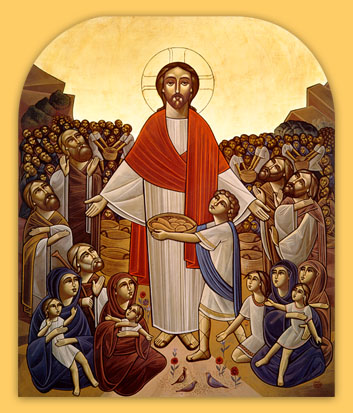
Ícone copta de Jesus Cristo alimentando uma multidão

O Conselho Mundial de Igrejas dá a seguinte lista das seis Igrejas ortodoxas orientais:
- Igreja Ortodoxa Copta
- Igreja Ortodoxa Síria
- Igreja Apostólica Armênia
- Igreja Ortodoxa Etíope
- Igreja Ortodoxa Eritreia
- Igreja Ortodoxa Indiana

Apesar de serem autocéfalas, isto é, independentes umas das outras, estas Igrejas partilham as mesmas crenças e doutrinas cristãs fundamentais.
Atualmente, a Igreja Ortodoxa Indiana está dividida. Existiu também uma divisão da Igreja Ortodoxa Etíope, com uma Igreja Ortodoxa Etíope no Exílio, mas as duas facções reconciliaram-se em 2018. Não existe uma divisão da Igreja Ortodoxa Eritreia em duas Igrejas, apesar da prisão pelo Governo eritreu do patriarca anterior.
A Igreja Assíria do Oriente não está incluída entre as Igrejas ortodoxas orientais, pois discordou da posição que prevaleceu no Primeiro Concílio de Éfeso.

### Adeptos

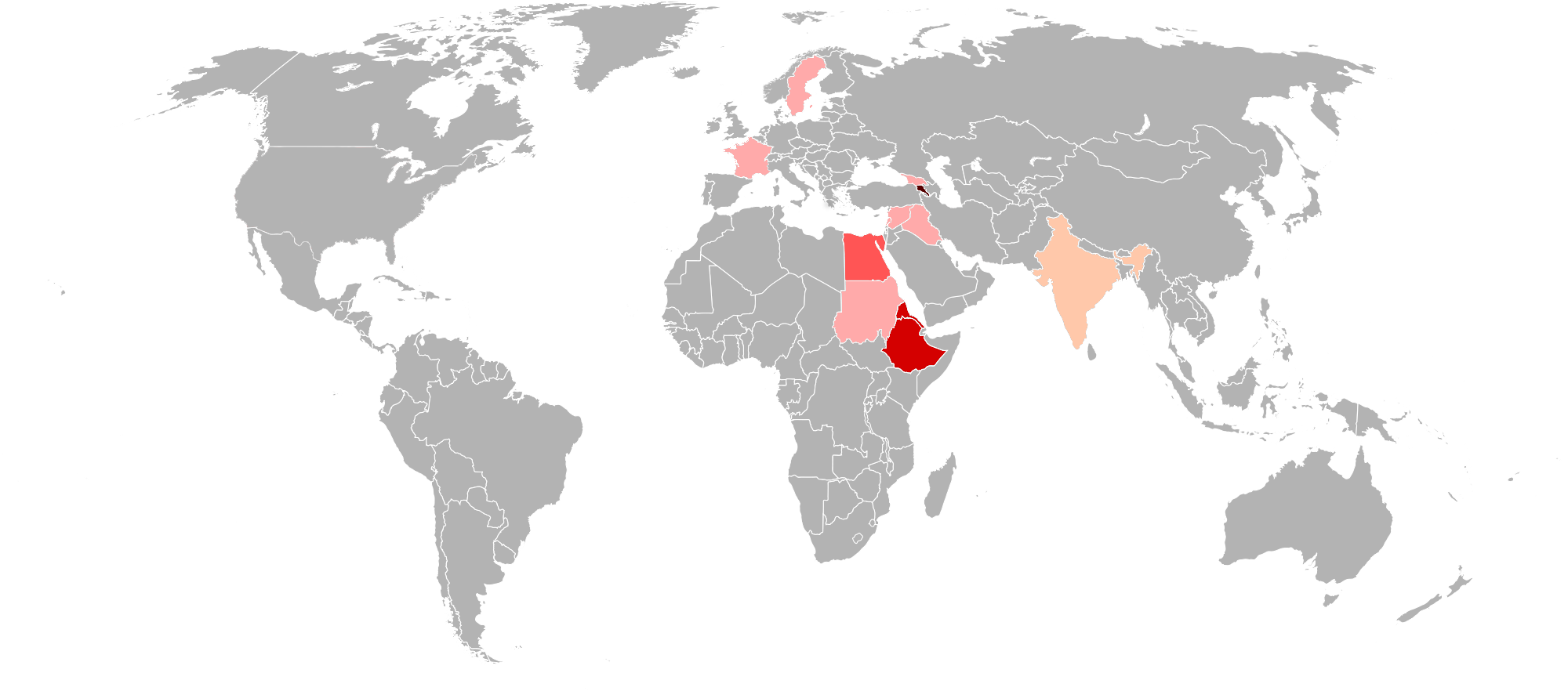
Distribuição de cristãos ortodoxos orientais no mundo por país:
Religião dominante (mais de 75%)
Religião dominante (50–75%)
Religião minoritária importante (20–50%)
Religião minoritária importante (5–20%)
Religião minoritária (1–5%)
Pequena religião minoritária (abaixo de 1%), mas tem autocefalia local

Segundo a Enciclopédia da Religião, a Ortodoxia Oriental é a tradição cristã "mais importante em termos de número de fiéis que vivem no Oriente Médio", que, juntamente com outras comunhões cristãs orientais, representam uma presença cristã autóctone cujas origens são mais antigas do que o nascimento e a disseminação do Islã no Oriente Médio.
É a religião dominante na Armênia (94%) e na República do Alto Carabaque etnicamente armênia não reconhecida (95%).
A Ortodoxia oriental é a religião predominante na Etiópia (43,1%), enquanto os protestantes representam 19,4% e o islamismo - 34,1%. É mais comum em duas regiões da Etiópia: Amara (82%) e Tigré (96%), bem como na capital Adis Abeba (75%). É também uma das duas principais religiões da Eritreia (40%).
É uma minoria no Egito (<20%), Síria (2-3% dos 10% do total de cristãos), Líbano (10% dos 40% dos cristãos no Líbano ou 200.000 armênios e membros do Igreja do Oriente) e Kerala, Índia (7% dos 20% do total de cristãos em Kerala). Em termos de número total de membros, a Igreja Etíope é a maior de todas as Igrejas Ortodoxas Orientais, e é a segunda entre todas as Igrejas da tradição cristã oriental (superada em número apenas pela Igreja Ortodoxa Russa).
Também de particular importância são o Patriarcado Armênio de Constantinopla na Turquia e a Igreja Apostólica Armênia do Irã. Essas Igrejas ortodoxas orientais representam a maior minoria cristã em ambos os países predominantemente muçulmanos, Turquia e Irã.
Atualmente, existem cerca de 60 milhões de ortodoxos orientais.